# Linhouse

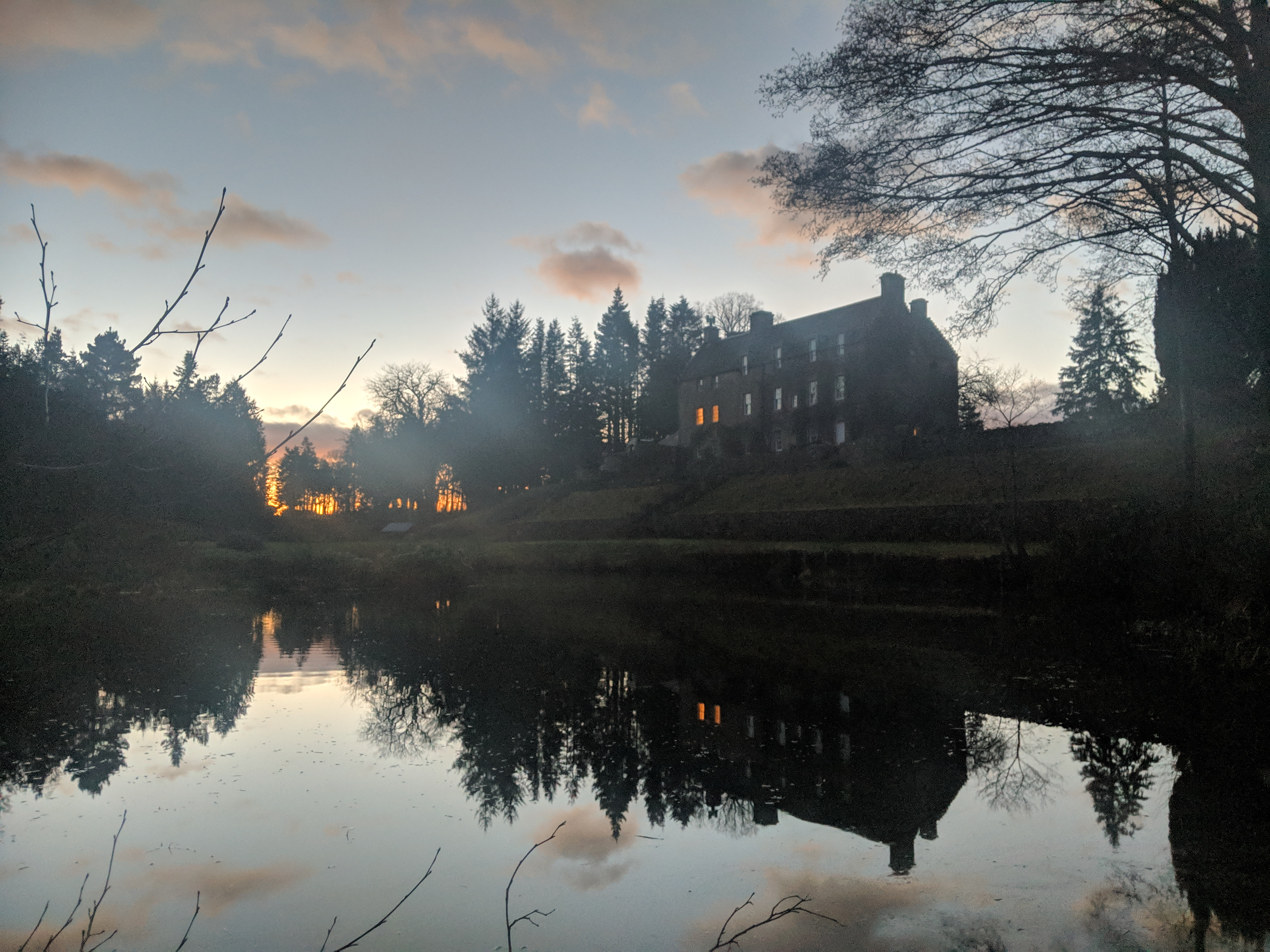
Linhouse

Linhouse, auch Linnhouse oder Linnhous geschrieben, ist ein Herrenhaus nahe der schottischen Stadt Livingston in West Lothian. 1971 wurde das Bauwerk in die schottischen Denkmallisten in der höchsten Kategorie A aufgenommen.

## Geschichte
Das Gebäude wurde im Jahre 1589 für James Tennent of Linhouse erbaut. Es gelangte dann in den Besitz der Familie Muirhead. Um 1690 wurde an der Ostseite ein Anbau hinzugefügt, sodass das dreistöckige Bruchsteinbauwerk seitdem einen grob U-förmigen Grundriss aufweist, ein U-förmiger Grundriss entstand. 1767 wurde Linhouse an die Calder-Woods of Pelton veräußert. Auf Grund der Absenkung des Pegels des Linhouse Water konnte 1975 ein künstlicher See an der Gebäuderückseite entstehen.

## Beschreibung
Linhouse liegt isoliert südlich von Livingston am Nordufer des Linhouse Water. Der Eingangsbereich findet sich an der nordexponierten Frontseite und führt in den Westflügel. Der Sturz des ehemaligen Eingangs, der zwischenzeitlich zugunsten eines Fensters umgestaltet wurde, zeigt die Inschrift 1589 NISI DOMINUS FRUSTRA. Alle Gebäudeöffnungen sind mit Faschen aus Quadersteinen eingefasst, die sich von den harlverputzten Fassaden absetzen. Die Giebel der schiefergedeckten Satteldächer sind als Staffelgiebel gearbeitet. In dem Winkel zwischen Haupt- und Westflügel kragt auf Traufhöhe eine zinnenbewehrte Tourelle mit konischem Steindach aus. Als Außengebäude wurde im frühen 18. Jahrhundert ein länglicher Taubenturm mit zwei ovalen Öffnungen hinzugefügt.